# Saint-Matré
Saint-Matré era una comuna francesa que estaba situada en el departamento de Lot, de la región de Occitania que el 1 de enero de 2019 pasó a formar parte de la comuna nueva de Porte-du-Quercy como comuna delegada.

## Historia
Entre 1790 y 1794 absorbe la comuna de Coulourgues.

## Demografía
| Gráfica de evolución demográfica de Saint-Matré entre 1800 y 2016 |
|                                                                   |

Los datos demográficos contemplados en este gráfico de la comuna de Saint-Matré se han cogido de 1800 a 1999 de la página francesa EHESS/Cassini, y los demás datos de la página del INSEE.